# Los Angeles Clippers
Los Angeles Clippers – amerykański klub koszykarski, mający siedzibę w Los Angeles, w stanie Kalifornia. Występuje w Dywizji Pacyficznej, Konferencji Zachodniej w National Basketball Association (NBA). Domowe spotkania Clippers rozgrywają w Intuit Dome
https://en.m.wikipedia.org/wiki/Intuit_Dome

## Historia
Historia Los Angeles Clippers sięga 1970 roku. Wówczas to powstał klub występujący pod nazwą Buffalo Braves. Osiem lat później drużyna przeniosła się do San Diego, w Kalifornii gdzie grała już pod nową nazwą Clippers (pol. Klipry – kliper to rodzaj XIX-wiecznego żaglowca). Zespół od 1981 roku należał do Donalda Sterlinga, który na jego zakup wydał 12,5 miliona dolarów. Do Los Angeles przeniósł się dopiero w 1984 roku. W 2014 roku wybuchł rasistowski skandal z udziałem Donalda Sterlinga. Komisarz ligi Adam Silver zareagował bardzo ostro. Sterling otrzymał grzywną w wysokości aż 2,5 miliona dolarów oraz dożywotni zakaz działalności w NBA w dodatku musiał też sprzedać klub. Były szef Microsoftu Steve Ballmer odkupił klub Los Angeles Clippers od Sterling za 2 miliardy dolarów.
Przez Clippers przewinęło się wielu znakomitych zawodników takich jak Bob McAdoo, Norm Nixon, Danny Manning, Ron Harper czy Elton Brand.

## Zawodnicy

### Kadra w sezonie 2023/24
Stan na 18 listopada 2023
| Nr | Poz. | Nar.              | Nazwisko i imię    | Data urodzenia | Wzrost | Masa ciała |
| -- | ---- | ----------------- | ------------------ | -------------- | ------ | ---------- |
| 4  | SG   | Stany Zjednoczone | Boston, Brandon    | 2001-11-28     | 198 cm | 85 kg      |
| 21 | PF   | Stany Zjednoczone | Brown, Kobe        | 2000-01-01     | 203 cm | 113 kg     |
| 7  | SF   | Stany Zjednoczone | Coffey, Amir       | 1997-06-17     | 201 cm | 95 kg      |
| 25 | C    | Francja           | Diabaté, Moussa    | 2002-01-21     | 208 cm | 95 kg      |
| 13 | SG   | Stany Zjednoczone | George, Paul       | 1990-05-02     | 203 cm | 100 kg     |
| 1  | PG   | Stany Zjednoczone | Harden, James      | 1989-08-26     | 196 cm | 100 kg     |
| 5  | PG   | Stany Zjednoczone | Hyland, Bones      | 2000-09-14     | 188 cm | 78 kg      |
| 2  | SF   | Stany Zjednoczone | Leonard, Kawhi     | 1991-06-29     | 201 cm | 102 kg     |
| 14 | PG   | Stany Zjednoczone | Mann, Terance      | 1996-10-18     | 196 cm | 98 kg      |
| 11 | SF   | Stany Zjednoczone | Miller, Jordan     | 2000-01-23     | 201 cm | 88 kg      |
| 15 | PG   | Stany Zjednoczone | Moon, Xavier       | 1995-01-02     | 188 cm | 75 kg      |
| 44 | C    | Stany Zjednoczone | Plumlee, Mason     | 1990-03-05     | 208 cm | 115 kg     |
| 24 | SF   | Stany Zjednoczone | Powell, Norman     | 1993-05-25     | 193 cm | 98 kg      |
| 12 | SG   | Kanada            | Primo, Joshua      | 2002-12-24     | 193 cm | 86 kg      |
| 10 | C    | Niemcy            | Theis, Daniel      | 1992-04-04     | 203 cm | 111 kg     |
| 17 | PF   | Stany Zjednoczone | Tucker, P.J.       | 1985-05-05     | 196 cm | 111 kg     |
| 0  | PG   | Stany Zjednoczone | Westbrook, Russell | 1988-11-12     | 193 cm | 91 kg      |
| 40 | C    | Chorwacja         | Zubac, Ivica       | 1997-03-18     | 213 cm | 109 kg     |

Trener:  Tyronn Lue
 Asystenci: Jeremy Castleberry • Dan Craig • Larry Drew • Shaun Fein • Dahntay Jones • Jay Larranaga • Brendan O’Connor • Brian Shaw

## Trenerzy
| - Dolph Schayes 1970–1972 - John McCarthy 1972 - Jack Ramsay 1972–1976 - Tates Locke 1976–1977 - Bob MacKinnon 1977 - Joe Mullaney 1977 - Cotton Fitzsimmons 1977–1978 - Gene Shue 1978–1980; 1987–1989 - Paul Silas 1980–1983 |  | - Jim Lynam 1983–1985 - Don Chaney 1985–1987 - Don Casey 1989–1990 - Mike Schuler 1990–1992 - Larry Brown 1992–1993 - Bob Weiss 1993–1994 - Bill Fitch 1994–1998 - Chris Ford 1998–2000 - Jim Todd 2000 |  | - Alvin Gentry 2000–2003 - Dennis Johnson 2003 - Mike Dunleavy 2003–2010 - Kim Hughes 2010 (2 miesiące i 11 dni) - Vinny Del Negro 2010–2013 - Doc Rivers 2013–2020 - Tyronn Lue 2020 – |

## Zastrzeżone numery
Jak do tej pory żaden zawodnik Clippers nie został w ten sposób uhonorowany.

### Włączeni do Basketball Hall of Fame
- 44 Adrian Dantley
- 11 Bob McAdoo
- 32 Bill Walton
- 21 Dominique Wilkins
- trener Jack Ramsay
- trener Dolph Schayes

## Areny

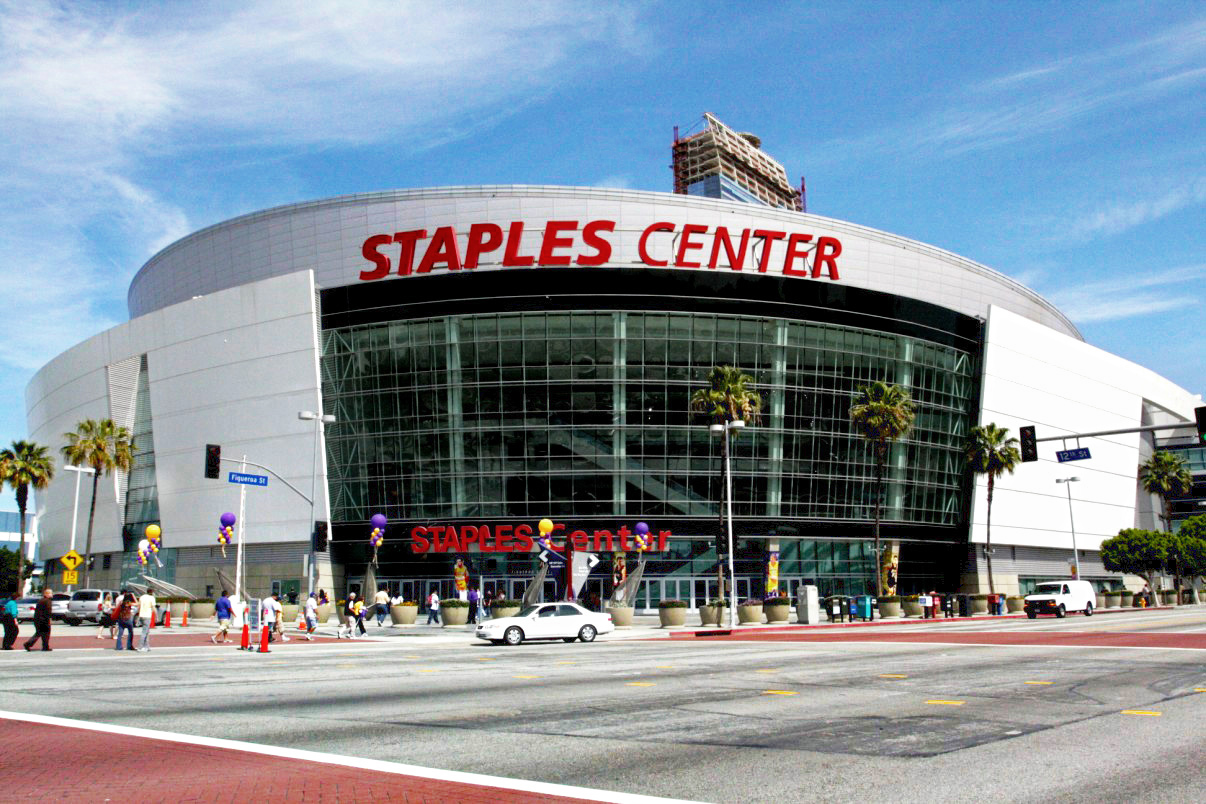
Staples Center obecna siedziba Clippers (od 1999)
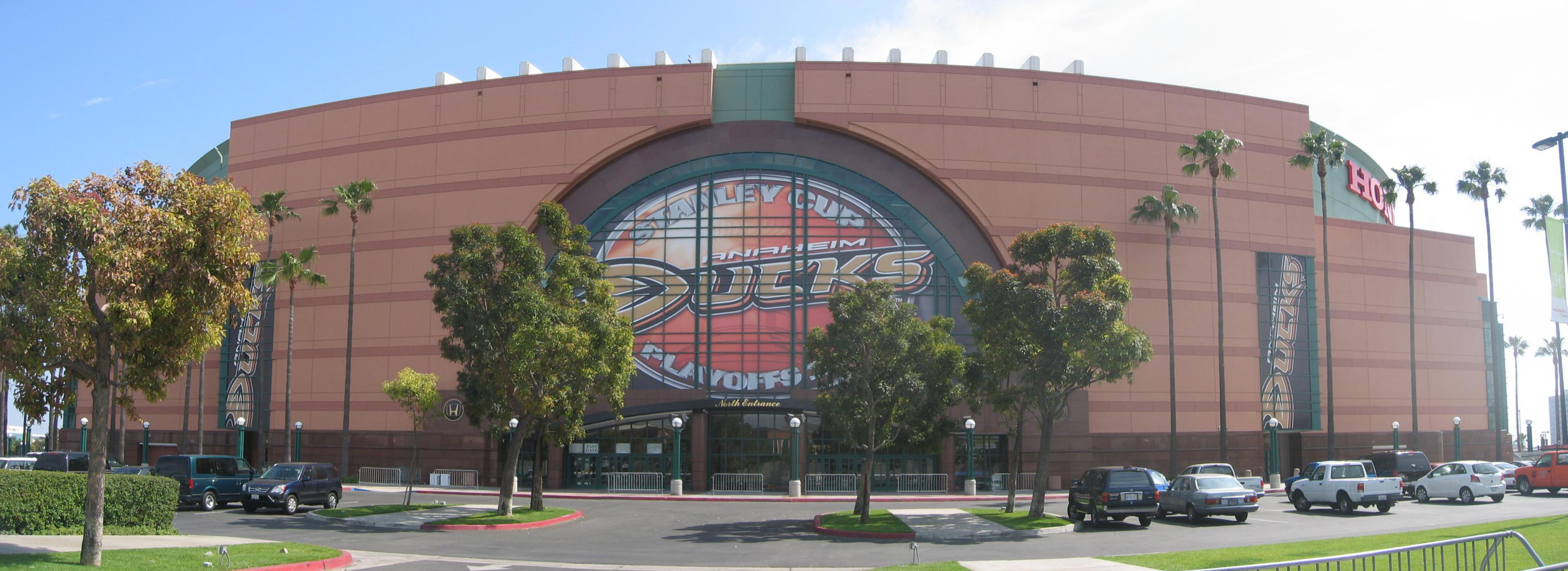
Honda Center (1994–1999)
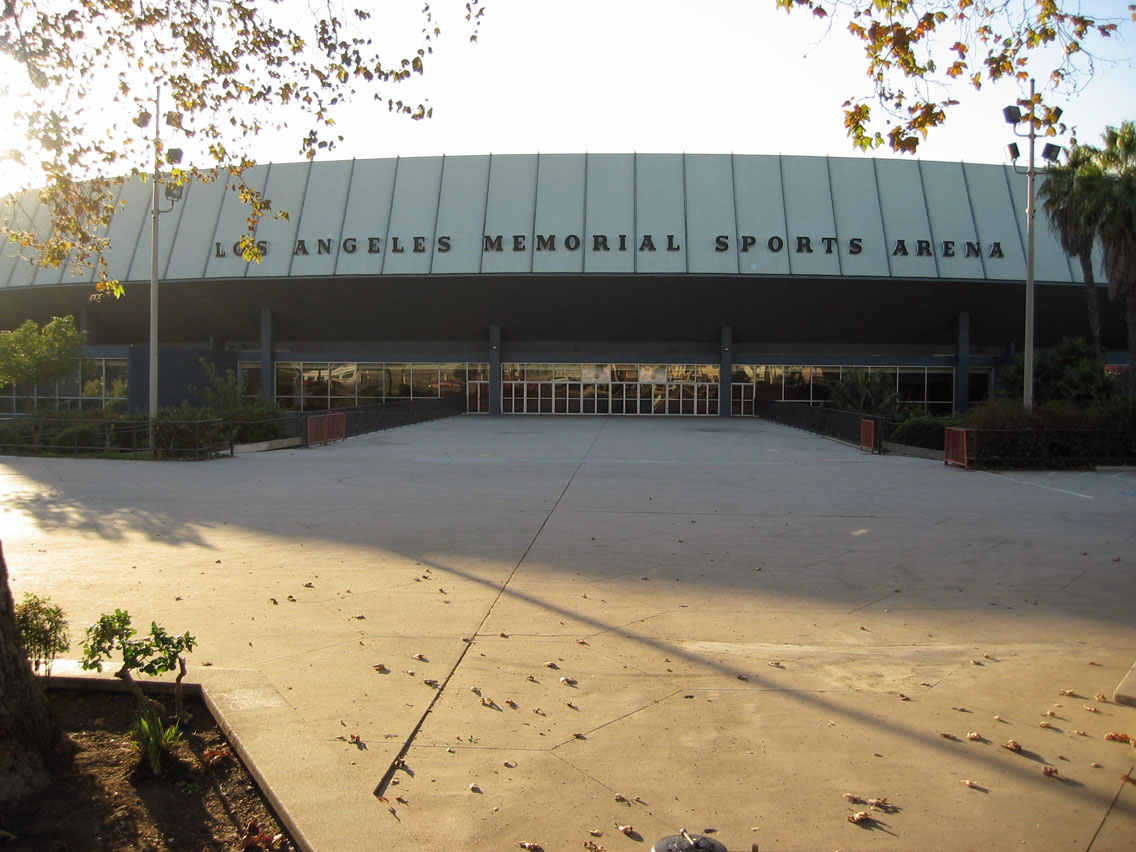
Los Angeles Memorial Sports Arena (1984–1999)
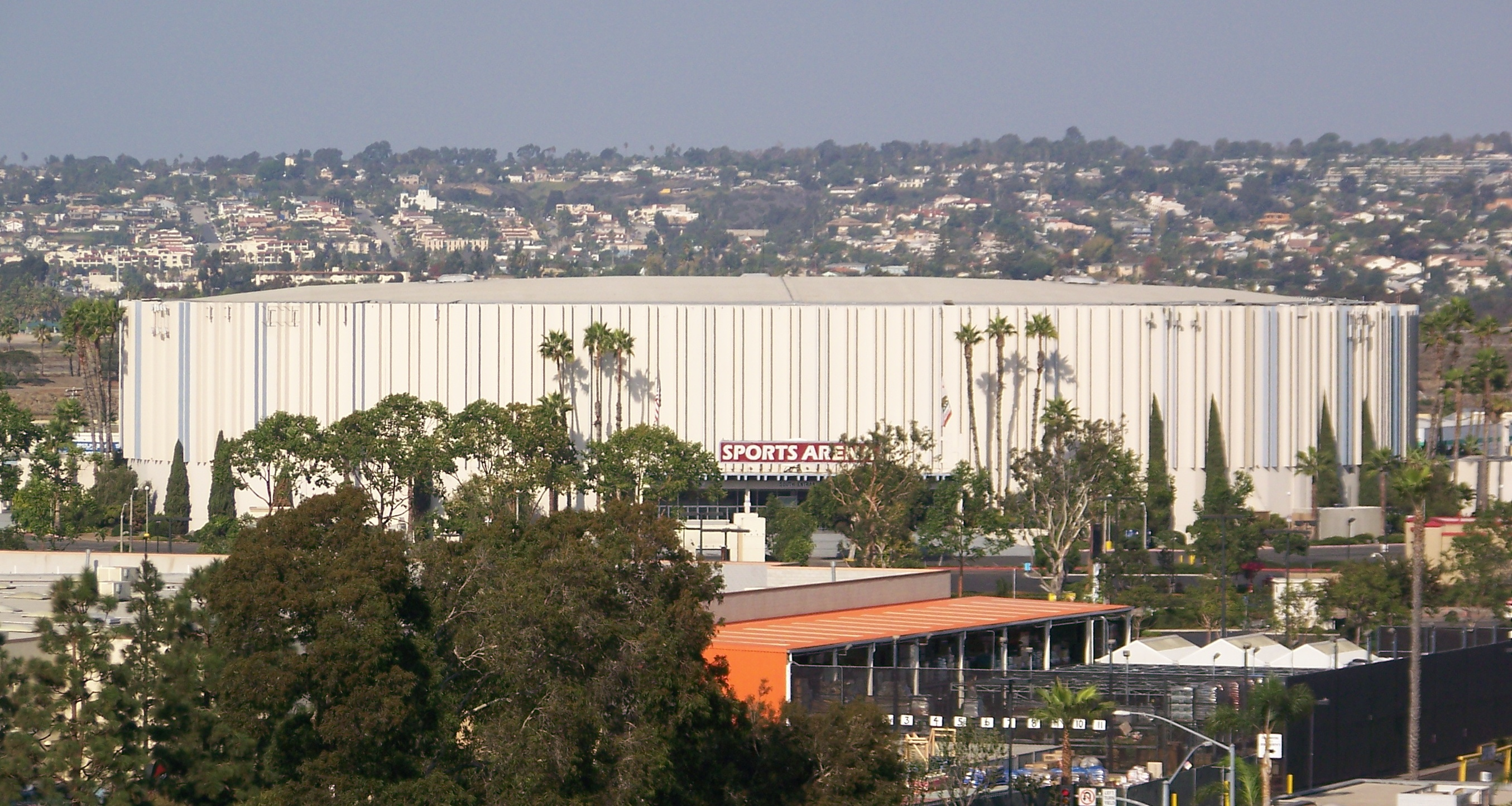
San Diego Sports Arena (1978–1984)
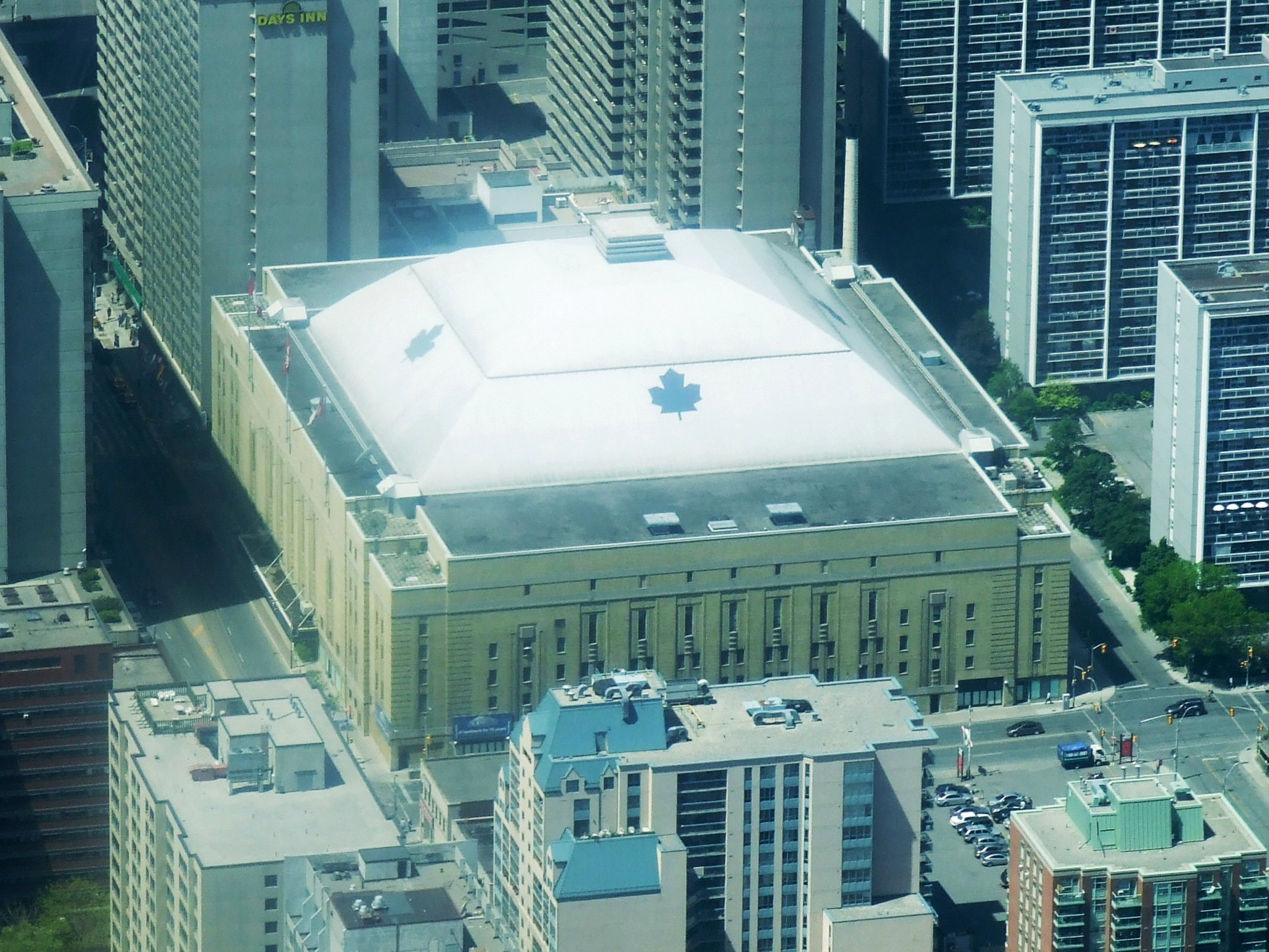
Maple Leaf Gardens (1971–1975)
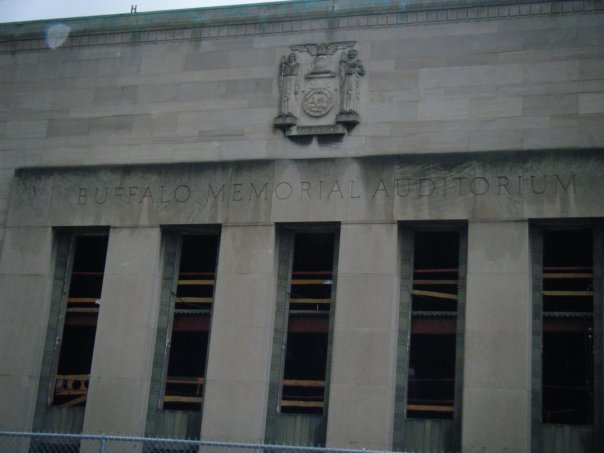
Buffalo Memorial Auditorium (1970–1978)

## Nagrody i wyróżnienia

### Sezon
Najbardziej wartościowy zawodnik NBA
- Bob McAdoo – 1975

Debiutant roku
- Bob McAdoo – 1973
- Ernie DiGregorio – 1974
- Adrian Dantley – 1977
- Terry Cummings – 1983
- Blake Griffin – 2011

Zawodnik, który dokonał największych postępów
- Bobby Simmons – 2005

Rezerwowy roku
- Jamal Crawford – 2014, 2016
- Lou Williams – 2018, 2019
- Montrezl Harrell – 2020

NBA Teammate of the Year
- Chauncey Billups – 2013

Najlepszy menedżer ligi
- Eddie Donovan – 1974
- Elgin Baylor – 2006
- Lawrence Frank – 2020

Za poszanowanie idei fair play
- Elton Brand – 2006

I skład NBA
- Bob McAdoo – 1975
- Chris Paul – 2012–2014
- DeAndre Jordan – 2016
- Kawhi Leonard – 2021

II skład NBA
- Bob McAdoo – 1974
- Randy Smith – 1976
- Lloyd Free – 1979
- Elton Brand – 2006
- Blake Griffin – 2012–2014
- Chris Paul – 2015, 2016
- Kawhi Leonard – 2020

III skład NBA
- Dominique Wilkins – 1994
- Blake Griffin – 2015
- DeAndre Jordan – 2015, 2017
- Paul George – 2021

I skład defensywny NBA
- Chris Paul – 2012–2017
- DeAndre Jordan – 2015, 2016

II skład defensywny NBA
- Patrick Beverley – 2020
- Kawhi Leonard – 2020, 2021

I skład debiutantów NBA
- Elmore Smith – 1972
- Bob McAdoo – 1973
- Ernie DiGregorio – 1974
- John Shumate – 1976
- Adrian Dantley – 1977
- Terry Cummings – 1983
- Charles Smith – 1989
- Lamar Odom – 2000
- Darius Miles – 2001
- Al Thornton – 2008
- Blake Griffin – 2011

II skład debiutantów NBA
- Brent Barry – 1996
- Maurice Taylor – 1998
- Michael Olowokandi – 1999
- Eric Gordon – 2009
- Eric Bledsoe – 2011
- Shai Gilgeous-Alexander – 2019
- Landry Shamet – 2019

### NBA All-Star Weekend
MVP All-Star Game
- Chris Paul – 2013
- Kawhi Leonard – 2020

Zwycięzcy konkursu wsadów
- Brent Barry – 1996
- Blake Griffin – 2011

Nonimowani do udziału w meczu gwiazd
- Bob Kauffman – 1971–1973
- Bob McAdoo – 1974–1976
- Randy Smith – 1976, 1978
- Lloyd Free – 1980
- Norm Nixon – 1985
- Marques Johnson – 1986
- Danny Manning – 1993, 1994
- Elton Brand – 2002, 2006
- Chris Kaman – 2010
- Blake Griffin – 2011–2015
- Chris Paul – 2012–2016
- DeAndre Jordan – 2017
- Kawhi Leonard – 2020, 2021, 2024
- Paul George – 2021, 2024

Uczestnicy Rookie Challenge
- Lamond Murray – 1995
- Brent Barry – 1996
- Lorenzen Wright – 1997
- Maurice Taylor – 1998
- Michael Olowokandi – 2000
- Lamar Odom – 2000, 2001
- Elton Brand – 2000
- Darius Miles – 2001, 2002
- Quentin Richardson – 2001, 2002
- Marko Jaric – 2003, 2004
- Chris Kaman – 2004
- Al Thornton – 2009
- Eric Gordon – 2009, 2010
- Eric Bledsoe – 2011
- Blake Griffin – 2011, 2012
- Shai Gilgeous-Alexander – 2019
- Bones Hyland – 2023

## Statystyczni liderzy NBA
Liderzy strzelców
- Bob McAdoo – 1974–1976

Liderzy w zbiórkach
- Swen Nater – 1980
- Michael Cage – 1988
- DeAndre Jordan – 2014, 2015

Liderzy w asystach
- Ernie DiGregorio – 1974
- Chris Paul – 2014, 2015

Liderzy w przechwytach
- Chris Paul – 2012–2014

Liderzy w skuteczności rzutów z gry
- Bob McAdoo – 1974
- John Shumate – 1976
- James Donaldson – 1985
- DeAndre Jordan – 2013–2016

Liderzy w skuteczności rzutów wolnych
- Ernie DiGregorio – 1974, 1977

Liderzy w skuteczności rzutów za 3 punkty
- J.J. Redick – 2016
- Brian Taylor – 1981

## Sukcesy
| Tytuł              | Liczba | Rok                                                                                                  |
| ------------------ | ------ | --- |
| Mistrz NBA         | 0      | |
| Mistrz Konferencji | 0      | |
| Mistrz dywizji     | 3      | 2013, 2014, 2019                                                                                     |
| Występy w play-off | 17     | 1974, 1975, 1976, 1992, 1993, 1997, 2006, 2012, 2013, 2014, 2015, 2016, 2017, 2019, 2020, 2021, 2023 |
| Występy w play-in  | 1      | 2022                                                                                                 |

## Poszczególne sezony
Na podstawie:. Stan na koniec sezonu 2022/23
| Sezon                | Liga | Konferencja | Poz. w konf. | Dywizja  | Poz. w dyw. | Sezon regularny | Sezon regularny | Występy w playoff |
| Sezon                | Liga | Konferencja | Poz. w konf. | Dywizja  | Poz. w dyw. | Wyg.            | Por.            | Występy w playoff |
| -------------------- | ---- | ----------- | ------------ | -------- | ----------- | --------------- | --------------- | --- |
| Buffalo Braves       |      |             |              |          |             |                 |                 | |
| 1970/71              | NBA  | Wschodnia   | 7            | Atlantic | 4           | 22              | 60              | |
| 1971/72              | NBA  | Wschodnia   | 8            | Atlantic | 4           | 22              | 60              | |
| 1972/73              | NBA  | Wschodnia   | 7            | Atlantic | 3           | 21              | 61              | |
| 1973/74              | NBA  | Wschodnia   | 4            | Atlantic | 3           | 42              | 40              | Porażka w pół. Konf. z Boston Celtics (2-4)                                                                                      |
| 1974/75              | NBA  | Wschodnia   | 3            | Atlantic | 2           | 49              | 33              | Porażka w pół. Konf. z Washington Bullets (3-4)                                                                                  |
| 1975/76              | NBA  | Wschodnia   | 5            | Atlantic | 2           | 46              | 36              | Wygrana w 1. rundzie z Philadelphia 76ers (2-1) Porażka w pół. Konf. z Boston Celtics (2-4)                                      |
| 1976/77              | NBA  | Wschodnia   | 10           | Atlantic | 4           | 30              | 52              | |
| 1977/78              | NBA  | Wschodnia   | 10           | Atlantic | 4           | 27              | 55              | |
| San Diego Clippers   |      |             |              |          |             |                 |                 | |
| 1978/79              | NBA  | Zachodnia   | 7            | Pacific  | 5           | 43              | 39              | |
| 1979/80              | NBA  | Zachodnia   | 7            | Pacific  | 5           | 35              | 47              | |
| 1980/81              | NBA  | Zachodnia   | 9            | Pacific  | 5           | 36              | 46              | |
| 1981/82              | NBA  | Zachodnia   | 12           | Pacific  | 6           | 17              | 65              | |
| 1982/83              | NBA  | Zachodnia   | 11           | Pacific  | 6           | 25              | 57              | |
| 1983/84              | NBA  | Zachodnia   | 11           | Pacific  | 6           | 30              | 52              | |
| Los Angeles Clippers |      |             |              |          |             |                 |                 | |
| 1984/85              | NBA  | Zachodnia   | 11           | Pacific  | 4           | 31              | 51              | |
| 1985/86              | NBA  | Zachodnia   | 10           | Pacific  | 3           | 32              | 50              | |
| 1986/87              | NBA  | Zachodnia   | 12           | Pacific  | 6           | 12              | 70              | |
| 1987/88              | NBA  | Zachodnia   | 12           | Pacific  | 6           | 17              | 65              | |
| 1988/89              | NBA  | Zachodnia   | 11           | Pacific  | 7           | 21              | 61              | |
| 1989/90              | NBA  | Zachodnia   | 11           | Pacific  | 6           | 30              | 52              | |
| 1990/91              | NBA  | Zachodnia   | 10           | Pacific  | 6           | 31              | 51              | |
| 1991/92              | NBA  | Zachodnia   | 7            | Pacific  | 5           | 45              | 37              | Porażka w 1. rundzie z Utah Jazz (2-3)                                                                                           |
| 1992/93              | NBA  | Zachodnia   | 7            | Pacific  | 4           | 41              | 41              | Porażka w 1. rundzie z Houston Rockets (2-3)                                                                                     |
| 1993/94              | NBA  | Zachodnia   | 11           | Pacific  | 7           | 27              | 55              | |
| 1994/95              | NBA  | Zachodnia   | 13           | Pacific  | 7           | 17              | 65              | |
| 1995/96              | NBA  | Zachodnia   | 11           | Pacific  | 7           | 29              | 53              | |
| 1996/97              | NBA  | Zachodnia   | 8            | Pacific  | 5           | 36              | 46              | Porażka w 1. rundzie z Utah Jazz (0-3)                                                                                           |
| 1997/98              | NBA  | Zachodnia   | 13           | Pacific  | 7           | 17              | 65              | |
| 1998/99              | NBA  | Zachodnia   | 13           | Pacific  | 7           | 9               | 41              | |
| 1999/00              | NBA  | Zachodnia   | 14           | Pacific  | 7           | 15              | 67              | |
| 2000/01              | NBA  | Zachodnia   | 12           | Pacific  | 6           | 31              | 51              | |
| 2001/02              | NBA  | Zachodnia   | 9            | Pacific  | 5           | 39              | 43              | |
| 2002/03              | NBA  | Zachodnia   | 13           | Pacific  | 7           | 27              | 55              | |
| 2003/04              | NBA  | Zachodnia   | 14           | Pacific  | 7           | 28              | 54              | |
| 2004/05              | NBA  | Zachodnia   | 10           | Pacific  | 3           | 37              | 45              | |
| 2005/06              | NBA  | Zachodnia   | 6            | Pacific  | 2           | 47              | 35              | Wygrana w 1. rundzie z Denver Nuggets (4-1) Porażka w pół. Konf. z Phoenix Suns (3-4)                                            |
| 2006/07              | NBA  | Zachodnia   | 9            | Pacific  | 4           | 40              | 42              | |
| 2007/08              | NBA  | Zachodnia   | 12           | Pacific  | 5           | 23              | 59              | |
| 2008/09              | NBA  | Zachodnia   | 14           | Pacific  | 4           | 19              | 63              | |
| 2009/10              | NBA  | Zachodnia   | 12           | Pacific  | 3           | 29              | 53              | |
| 2010/11              | NBA  | Zachodnia   | 13           | Pacific  | 4           | 32              | 50              | |
| 2011/12              | NBA  | Zachodnia   | 5            | Pacific  | 2           | 40              | 26              | Wygrana w 1. rundzie z Memphis Grizzlies (4-3) Porażka w pół. Konf. z San Antonio Spurs (0-4)                                    |
| 2012/13              | NBA  | Zachodnia   | 4            | Pacific  | 1           | 56              | 26              | Porażka w 1. rundzie z Memphis Grizzlies (2-4)                                                                                   |
| 2013/14              | NBA  | Zachodnia   | 3            | Pacific  | 1           | 57              | 25              | Wygrana w 1. rundzie z Golden State Warriors (4-3) Porażka w pół. Konf. z Oklahoma City Thunder (2-4)                            |
| 2014/15              | NBA  | Zachodnia   | 3            | Pacific  | 2           | 56              | 26              | Wygrana w 1. rundzie z San Antonio Spurs (4-3) Porażka w pół. Konf. z Houston Rockets (3-4)                                      |
| 2015/16              | NBA  | Zachodnia   | 4            | Pacific  | 2           | 53              | 29              | Porażka w 1. rundzie z Portland Trail Blazers (2-4)                                                                              |
| 2016/17              | NBA  | Zachodnia   | 4            | Pacific  | 2           | 51              | 31              | Porażka w 1. rundzie z Utah Jazz (3-4)                                                                                           |
| 2017/18              | NBA  | Zachodnia   | 10           | Pacific  | 2           | 42              | 40              | |
| 2018/19              | NBA  | Zachodnia   | 8            | Pacific  | 2           | 48              | 34              | Porażka w 1. rundzie z Golden State Warriors (2-4)                                                                               |
| 2019/20              | NBA  | Zachodnia   | 2            | Pacific  | 2           | 49              | 23              | Wygrana w 1. rundzie z Dallas Mavericks (4-2) Porażka w pół. Konf. z Denver Nuggets (3-4)                                        |
| 2020/21              | NBA  | Zachodnia   | 4            | Pacific  | 2           | 47              | 25              | Wygrana w 1. rundzie z Dallas Mavericks (4-3) Wygrana w pół. Konf. z Utah Jazz (4-2) Porażka w finale Konf. z Phoenix Suns (2-4) |
| 2021/22              | NBA  | Zachodnia   | 8 / 9        | Pacific  | 3           | 42              | 40              | |
| 2022/23              | NBA  | Zachodnia   | 5            | Pacific  | 3           | 44              | 38              | Porażka w 1. rundzie z Phoenix Suns (1-4)                                                                                        |